# Have a Nice Day (singel)
Have a Nice Day – singel zespołu Bon Jovi wydany 20 sierpnia 2005 za pośrednictwem wytwórni Island Records, pierwszy singel promujący album Have a Nice Day. Po raz pierwszy nieukończona jeszcze wersja utworu została zagrana przez zespół podczas ceremonii rozdania 2004 American Music Awards, ukończony utwór został zaprezentowany podczas koncertu Bon Jovi na festiwalu Live 8 2 lipca 2005. Wydanie singla poprzedzało wydanie albumu o tej samej nazwie 20 września 2005. 

## Spis utworów
Sporządzono na podstawie materiału źródłowego.
1. "Have A Nice Day" - 3:51
2. "I Get A Rush" (Live) - 3:08
3. "Miss Fourth Of July" (Live) - 5:25
4. "Have A Nice Day" - 4:16

## Miejsca na listach przebojów
| Lista                      | Pozycja |
| -------------------------- | ------- |
| Billboard Hot 100          | 53      |
| Billboard Pop 100          | 38      |
| Mainstream Rock Tracks     | 38      |
| Hot Digital Songs          | 25      |
| Hot Digital Tracks         | 24      |
| Hot 100 Singles Recurrents | 8       |
| Hot Adult Top 40 Tracks    | 6       |
| Swedish Singles Chart      | 2       |
| Dutch Singles Chart        | 5       |
| UK Singles Chart           | 6       |
| Austrian Singles Chart     | 7       |
| Canadian Singles Chart     | 7       |
| Media Control Charts       | 7       |
| ARIA Charts                | 8       |
| Finlandia                  | 8       |
| Norwegia                   | 8       |
| Japonia                    | 10      |
| Irish Singles Chart        | 18      |
| Italian Singles Chart      | 7       |
| Schweizer Hitparade        | 10      |
| Spanish Singles Chart      | 2       |